# Luseney–Cian
Luseney–Cian – masyw górski w Alpach Pennińskich. Leży we Włoszech (region Dolina Aosty), na południe od masywu Matterhorn, od którego oddzielony jest przełęczą Colle de Valcournera (3075 m). Na północ i zachód od masywu Luseney–Cian znajduje się dolina Valpelline, na wschód dolina Valtournenche, a na południe dolina Vallee de Saint-Barthélemy.
Grzbiet główny ciągnie się od przełęczy Colle de Valcournera na południe. Znajdują się tu m.in. trzy szczyty Pointes de Valcorniere, z których najwyższy ma wysokość 3265 m, szczyty: Pic Innornee (3281 m), Pointe de Balanselmo (3316 m), Pointa de Tsignana (3311 m), Pointa de Innomee (3302 m), trzy szczyty Dome du Tsan (Dôme de Cian), z których najwyższy ma wysokość 3351 m, i Pointe du Tsan (Punta Cian) (3320 m). Na Pointe du Tsan grzbiet rozdziela się na dwie granie, między którymi znajduje się dolina Vallee de Saint-Barthélemy. 
W południowo-zachodniej grani, która dzieli się na mniejsze grzbiety, są m.in. szczyty Pointes de Chavacour (3191 m), Monte Redessau (3253 m), Becca di Luseney (3504 m), trzy szczyty Becca di Arbiere (najwyższy 3319 m), Monte Faroma (3072 m) i Mont Morion (2711 m).

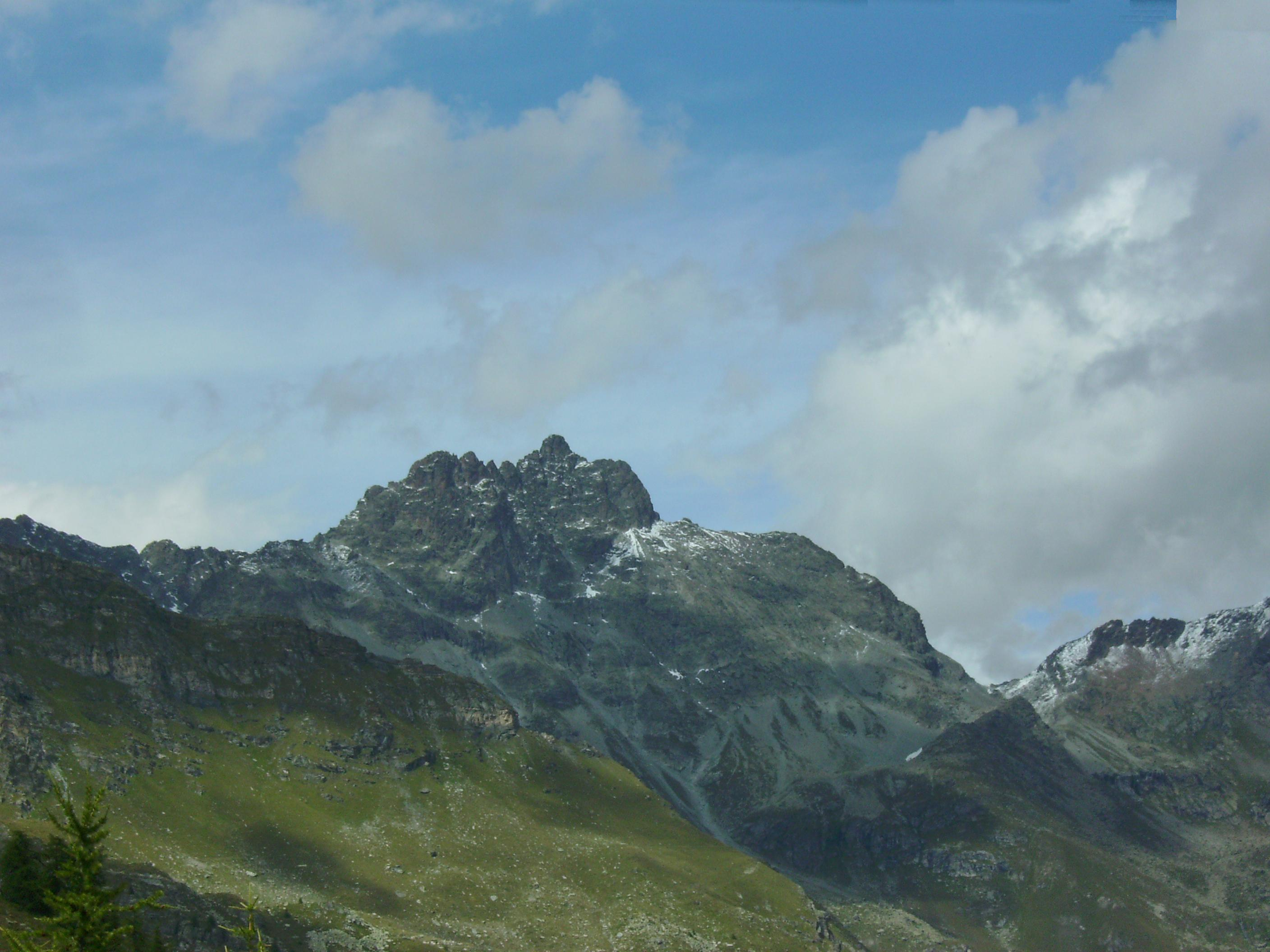
Pointe du Tsan

W południowo-wschodniej grani znajdują się m.in. szczyty: Cime Blanche (3008 m), Fenetre de Tzan (2734 m) i Monte Miracolo (2601 m).
W północnej części masywu znajdują się m.in. lodowce Glacier de la Fonte du Tsan i Glacier du Dome du Tsan.